# Акрасия
Акра́сия (др.-греч. ἀκρασία — «слабоволие, несдержанность») или Акра́зия — совершение человеком не того поступка, который кажется ему наиболее правильным, а другого. При этом важно, что поступок не просто кажется правильным по какому-то отдельному аспекту, а в целом является наиболее желательным для совершения. Такое иррациональное поведение является темой для исследования философской теории действия. Акрасию рассматривали такие авторы как классические философы Сократ и Аристотель, отцы церкви Апостол Павел и Аврелий Августин, современные философы Р. М. Хэйр и Д. Дэвидсон.

## Классическая философия
Сократ в изложенному Платоном диалоге «Протагор» отказывает акрасии в существовании. Он утверждает, что человек, знающий что хорошо, и что плохо, не может поступить плохо, и, в частности, на поведение человека не влияет жажда удовольствий. Аргументы Сократа используют необоснованные предположения — отождествление хорошего с приятным и плохого с неприятным, их влияние на мотивацию людей — при этом их точная структура и смысл остаются вопросом научной дискуссии. Возможно, высказанные в диалоге гедонистические предпосылки — не мнение самого Сократа, а мнение аудитории, которой Сократ доказывает отсутствие акрасии из её собственных предпосылок. На это также намекает тот факт, что собеседник Сократа Протагор быстро соглашается с ним и они вместе убеждают аудиторию, что поведение человека определяется знанием того, что хорошо.
Аристотель подробно рассматривает акрасию в главе 3 книги VII «Никомаховой этики». Он отличает два вида акрасии — слабость (astheneia) и импульсивность (propeteia). Слабый человек предпринимает попытку понять, что хорошо, но желание удовольствия сбивает его с верного пути; импульсивный человек сразу руководствуется желанием, а понимает неправильность поступка только после его совершения. При этом Аристотель рассматривает не слабость или импульсивность человека в конкретном случае, а его тенденцию к поведению.
В целом в разных местах этой главы Аристотель как отрицает позицию Сократа, так и признаёт, что она в целом правильна, его аргументы сложны и запутанны, за счёт чего комментаторы очень расходятся даже во мнении о том, поддерживает ли Аристотель Сократа или критикует его точку зрения в этой главе. С другой стороны, несколько других упоминаний акрасии явно указывают, что он поддерживает представление об акрасии как состоянии, когда знание человеком того, что хорошо и что плохо, насильно отложено, а не затуманено или изменено, желанием удовольствий.